# طواف إسبانيا 1988
طواف إسبانيا 1988 هو سباق دراجات هوائية أقيم بتاريخ 25 أبريل - 15 مايو، تكون السباق من 20 مرحلة وامتدّ لمسافة 3,425 كم بسرعة 38.506 كم/س، استغرق السباق 89 ساعة 19 دقيقة 23 ثانية.